# 蔭魚
蔭魚為輻鰭魚綱狗魚目泥狗魚科的其中一種，被IUCN列為次級保育類動物，分布於歐洲多瑙河流域，體長可達17公分，棲息在植被茂盛的溝渠、小溪、水塘或沼澤，屬肉食性，以甲殼類、昆蟲等為食，受水汙染的威脅。

## 外部連結
- 蔭魚的圖片